# Bandera de França
La bandera de França consta de tres pals verticals del mateix gruix: blau vora el pal, blanc el centre i roig a l'aire. És coneguda com a bandera tricolor (drapeau tricolore) per excel·lència.
El primer cop que va aparèixer va ser durant la Revolució Francesa, com a resultat de combinar la bandera de París (roig i blau) amb la bandera reial (blanc), combinació que sovint s'atribueix al Marquès de Lafayette, en forma d'escarapel·la.
Durant molt de temps s'usaren tots tres colors en multitud de disposicions diverses, així entre els civils com en els regiments de l'exèrcit. Mentrestant, el 24 d'octubre de 1790 l'Assemblea Constituent oficialitzà la tricolor com a pavelló naval (pavillon national), amb tres pals verticals, roig, blanc i blau. El 15 de febrer de 1794, ja durant la Primera República Francesa, la Convenció reformà aqueix pavelló naval en la forma definitiva, és a dir, invertint la disposició del blau i el roig. El 1812 Napoleó adoptà el pavelló naval de 1794 com a bandera militar de terra, uniforme per a tots els regiments, en substitució de les diverses combinacions tricolors que s'hi usaven fins llavors.
Arran la restauració de la dinastia dels Borbons que seguí la desfeta de Napoleó, el 1814 i --després dels Cent Dies-- novament el 1815 la bandera tricolor va ser substituïda per la reial blanca amb la flor de lis que s'havia anat fent servir abans de la revolució. A aquelles alçades, però, la tricolor ja era percebuda popularment com a bandera nacional i s'identificava amb el llegat de la Revolució i de l'apogeu napoleònic, en contrast amb el simbolisme reaccionari del blanc borbònic.
Tanmateix, la revolució de 1830 va veure com Lluís Felip I de França, el rei-ciutadà que ascendia al tron, restablia la tricolor, ja com a bandera oficial de l'Estat (drapeau national), paper que ha conservat ininterrompudament des de llavors, malgrat els diversos canvis de règim.
Al pavelló naval els tres pals no són de fet d'igual mida, ja que de ser així el pal blanc més brillant apareixeria desproporcionadament gran a l'ull humà. La proporció hi és 30:33:37.
La bandera dels acadians es va basar en la francesa.

## Colors
L'article 2 de la constitució francesa de 1958 estableix que "l'emblema nacional és la bandera tricolor, blava, blanca, vermella", però llei ha especificat els tons d'aquests colors oficials. L'esquema de colors és:
| Model de color | Blau        | Blanc       | Vermell   |
| -------------- | ----------- | ----------- | --------- |
| Pantone        | Reflex Blue | Blanc       | 032       |
| RGB            | 0,85,164    | 255,255,255 | 239,65,53 |
| CMYK           | 100-70-0-0  | 0-0-0-0     | 0-90-86-0 |
| HTML           | #002654     | #FFFFFF     | #ED2939   |

## Banderes històriques

Bandera del Regne de França (1364-1789)
Estandard reial de Lluís XV i Lluís XVI (1638-1791)
Bandera utilitzada pels monàrquics durant la Revolució
Pavelló nacional de França (1790-1794)
Bandera de la França Revolucionària (1790-1794)
Bandera de França (1794-1814, 1814-1815, 1830-actualitat)
Bandera de França (1814-1815, 1815-1830)
Bandera de la França lliure (1940-1944)
Pavelló personal del mariscal Pétain, Cap d'Estat de la França de Vichy (1940-1944)